# 黄振德
黄振德博士教授（1960年4月21日—），印度尼西亚华裔政治人物，第4任印度尼西亚斗争派民主党经济事务主席。曾担任印度尼西亚商学院（IBI）研究生院院长（2004年）和印度尼西亚大学经济系讲师。